# Księga ziemiańska
Księga ziemiańska – spis uprawnionych do głosowania na sejmikach ziemskich po reformie przeprowadzonej przez Sejm Czteroletni.
Na sejmikach zapewniono głos szlachcie-dziedzicom wraz z synami i braćmi niedzielnymi, zastawnikom oraz posesorom dożywotnim, pod warunkiem opłacenia podatków. Od zastawników i posesorów dożywotnich wymagano cenzusu opłaty rocznej 100 złotych polskich ofiary dziesiątego grosza. Nieposesjonaci zostali z sejmików usunięci.
Obowiązek zestawienia liczby osób uprawnionych do udziału w sejmikach, osobno dla każdego powiatu i ziemi należał do komisji porządkowych cywilno-wojskowych.